# Šetějovice

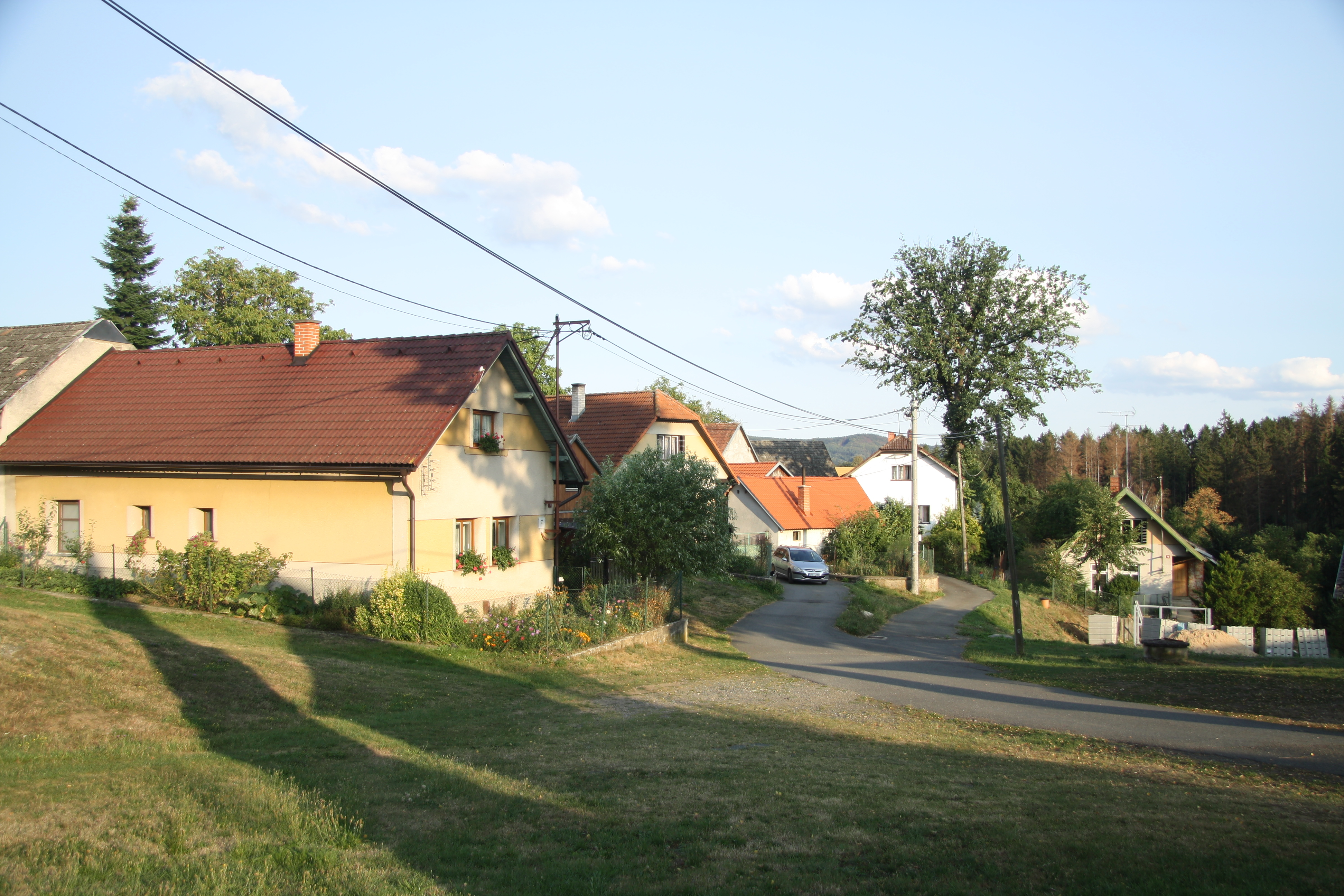
Šetějovice (2018)

Šetějovice (deutsch Schetejowitz) ist eine Gemeinde in Tschechien. Sie liegt 16 Kilometer nordwestlich von Humpolec und gehört zum Okres Benešov.

## Geographie
Šetějovice befindet sich linksseitig über dem mit der Trinkwassertalsperre Švihov gefluteten Želivkatal in der Böhmisch-Mährischen Höhe. Südlich liegt das Tal des Šetějovický potok, der in den Stausee fließt.
Nachbarorte sind Budeč im Norden, Kožlí im Nordosten, Kamenná Lhota im Osten, Dolní Rápotice im Südosten, Snět im Süden, Martinice u Dolních Kralovic im Südwesten, Dolní Kralovice im Westen sowie Zahrádčice und Žibřidovice im Nordwesten.

## Geschichte
Šetějovice entstand im ursprünglich von dichten Wäldern bestandenen Sprengel der Königin Swatawa, im Zuge dessen Besiedlung durch das Vyšehrader Kollegiatkapitel. Die erste Erwähnung des Ortes erfolgte im Jahre 1352 in einer Besitzbestätigungsurkunde Karls IV. Nach der Zerstörung des Vyšehrad durch die Hussiten erhielt Nikolaus Trčka von Lípa 1436 den Sprengel als Geschenk.
Über verschiedene Besitzer gelangte das Dorf an Johann Leopold Donatus von Trautson und Falkenstein, der zum Ende des 17. Jahrhunderts die ganze Herrschaft Unterkralowitz erwarb. Ihm folgte 1766 Karl Josef von Palm-Gundelfingen und ab 1844 Fürst Wilhelm Vincenz von Auersperg. Nach der Ablösung der Patrimonialherrschaften erlangte Šetějovice 1848 die Selbständigkeit.
1894 entstand das Schulhaus. 1945 wurden die Güter der Fürsten Auersperg konfisziert. Die Schule dient heute als Gemeindeamt und örtliches Kulturzentrum. Ab 1974 erfolgte die Flutung des Tals der Želivka durch die Talsperre Švihov; gleichzeitig wurde der Ort Žibřidovice aufgelöst und überflutet. Der Name Žibřidovice wurde auf die an der Abzweigung Nechyba gelegenen Gehöfte übertragen und 2002 dort eine Gedenkkapelle für das versunkene Dorf errichtet.

## Gemeindegliederung
Die Gemeinde Šetějovice besteht aus den Ortsteilen Dolní Rápotice (Unter Rapotitz), Šetějovice (Schetejowitz) und Žibřidovice (Schibridowitz).

## Sehenswürdigkeiten
- Kapelle in Šetějovice, erbaut 1874
- Kapelle in Dolní Rápotice
- Gedenkkapelle für das versunkene Dorf Žibřidovice, errichtet 2002